# Liste von Persönlichkeiten der Stadt Oberhausen
Die Liste von Söhnen und Töchtern der Stadt Oberhausen verzeichnet bedeutende Persönlichkeiten, die in Oberhausen geboren wurden oder mit der Stadt verbunden sind.

## Ehrenbürger
Die Stadt Oberhausen hat folgenden Personen das Ehrenbürgerrecht verliehen. Die Auflistung erfolgt chronologisch nach Verleihungsdatum.
- 1893: Friedrich Bellingrodt, Oberhausener Apotheker
- 1895: Otto von Bismarck, Reichskanzler
- 1899: Carl Lueg, Vorstandsvorsitzender der GHH
- 1908: Gottfried Ziegler, Vorstandsvorsitzender der GHH
- 1930: Berthold Otto Havenstein, Oberbürgermeister von 1906 bis 1930
- 1933: Paul von Hindenburg, Generalfeldmarschall und Reichspräsident (1945 aberkannt)
- 1933: Adolf Hitler, Reichskanzler (1945 aberkannt)
- 1933: Carl Steinhauer, Musikdirektor
- 1938: Paul Reusch, Vorstandsvorsitzender der GHH
- 1945: Hermann Kellermann, Vorstandsvorsitzender der GHH (1947 zurückgegeben)
- 1956: Gerhard Wirtz, Erzbischöflicher Rat und Ehrendechant
- 1998: Friedhelm van den Mond, Oberbürgermeister von 1979 bis 1997

## In Oberhausen geborene Persönlichkeiten

### 18. Jahrhundert

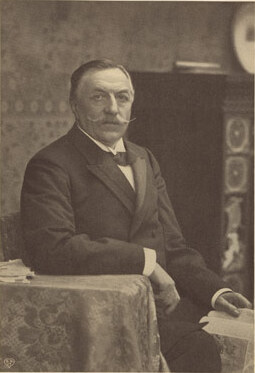
Carl Lueg

Heinrich Imbusch

Friedrich Knollmann

Friedrich Peppmüller

Hans Stelter

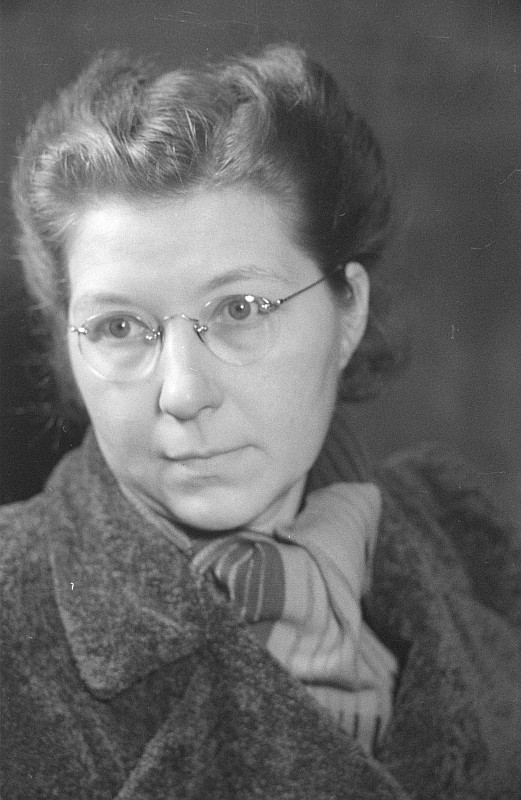
Maria Rentmeister

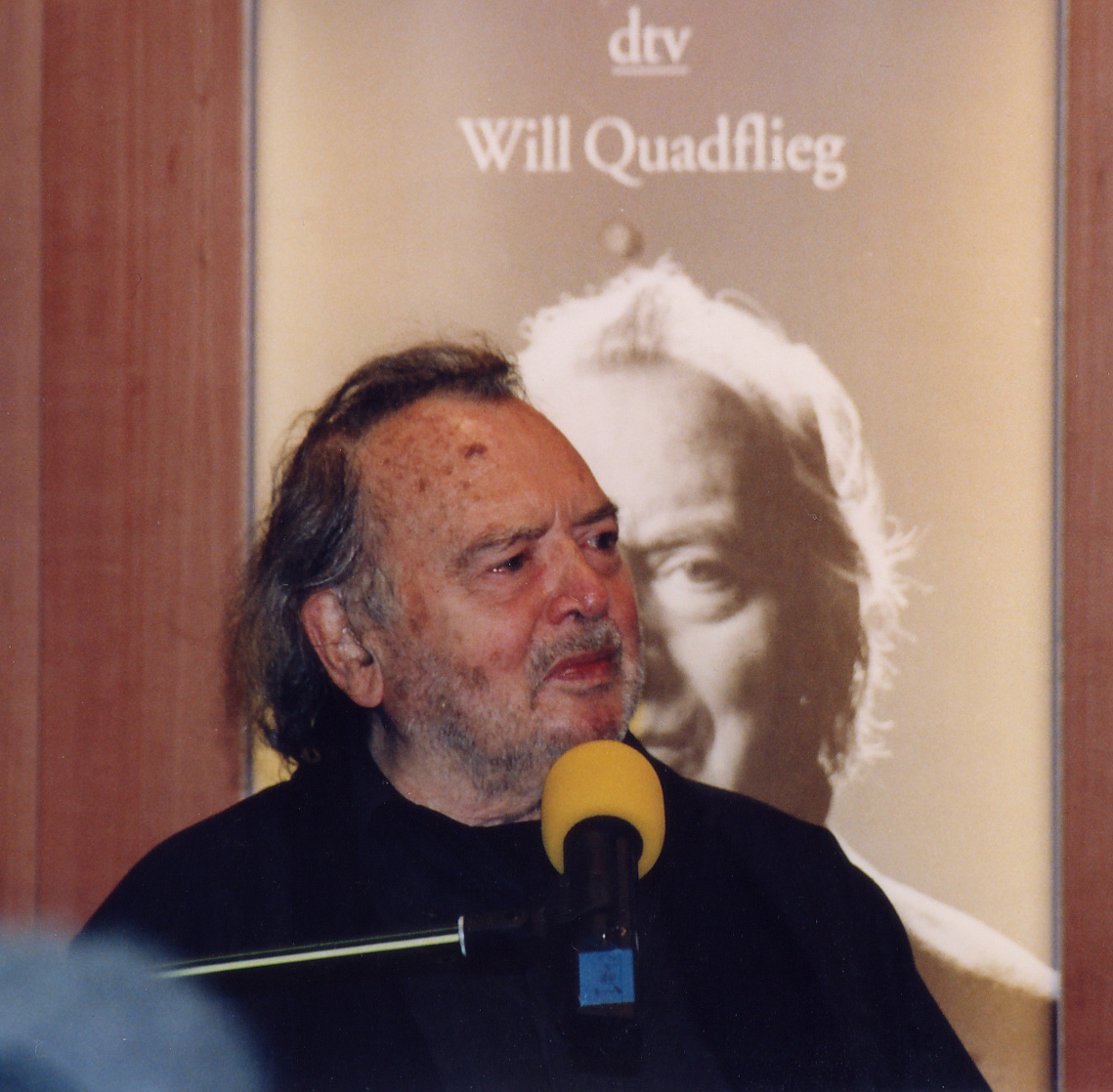
Will Quadflieg

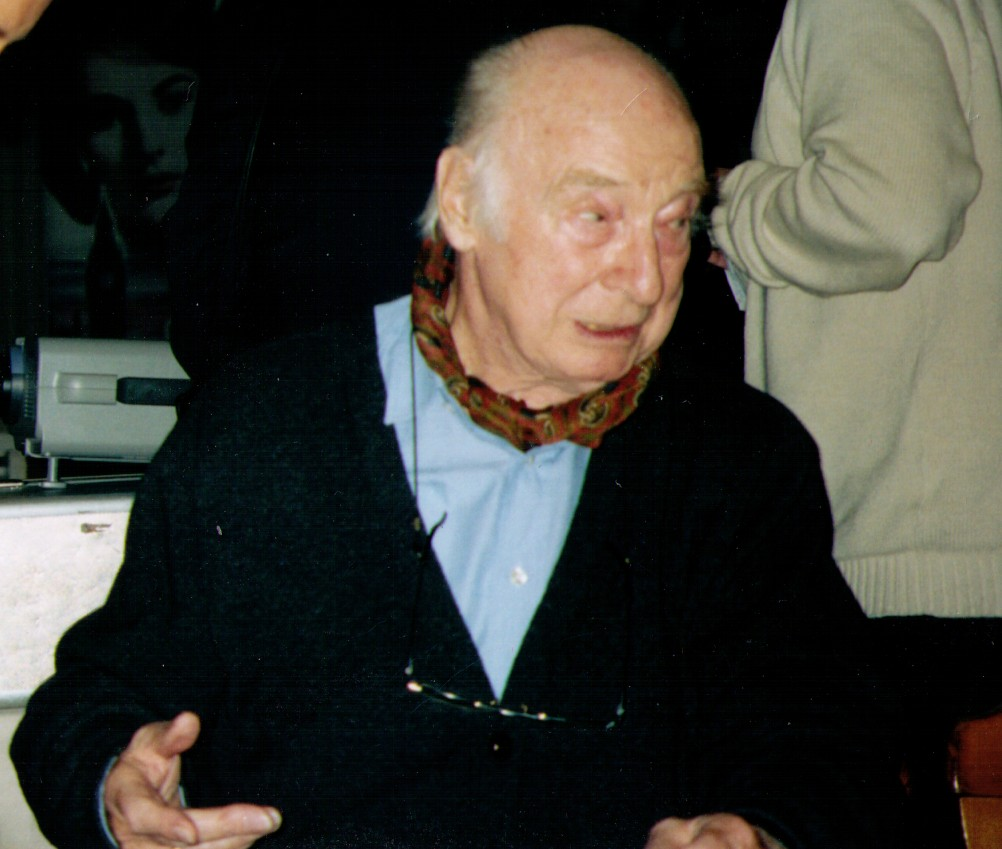
Alf Marholm

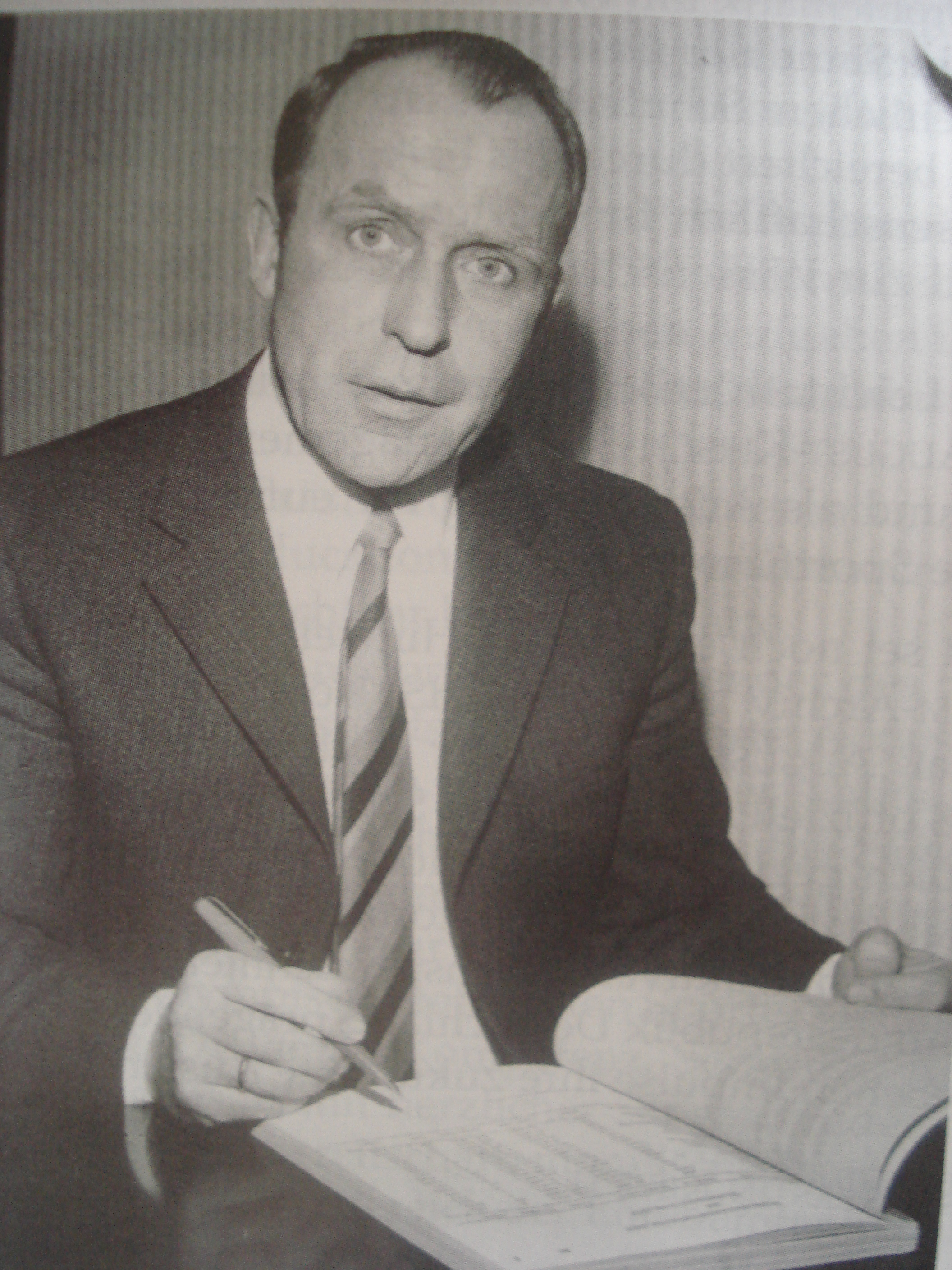
August Kirsch

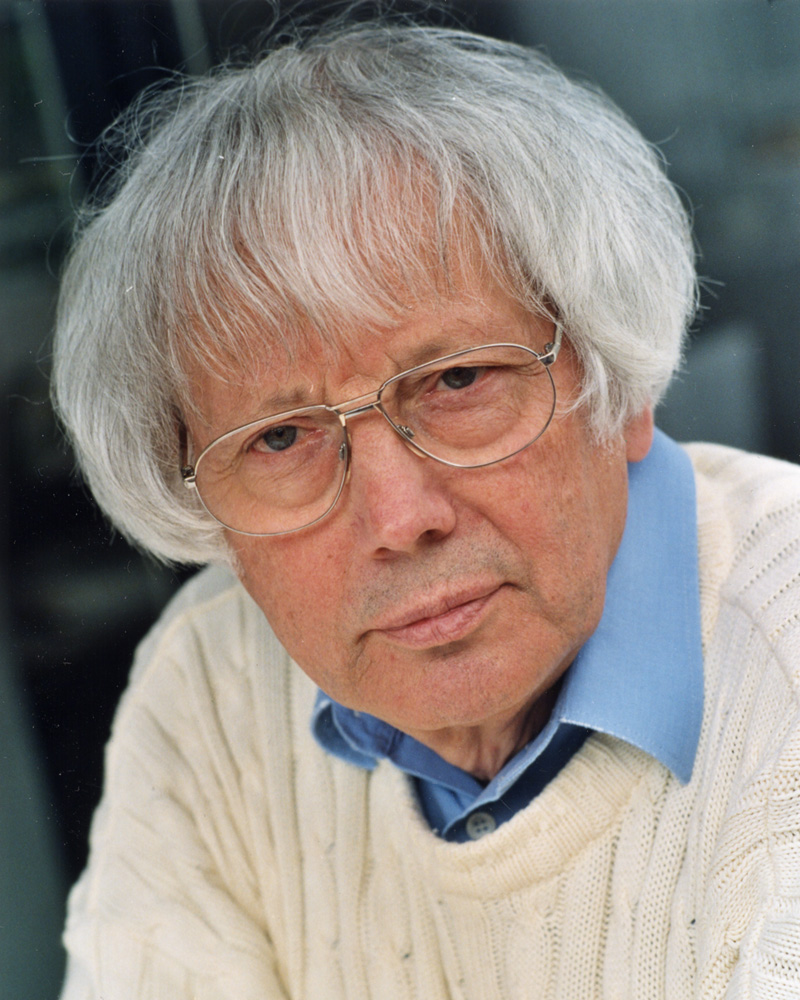
Karl Stangenberg

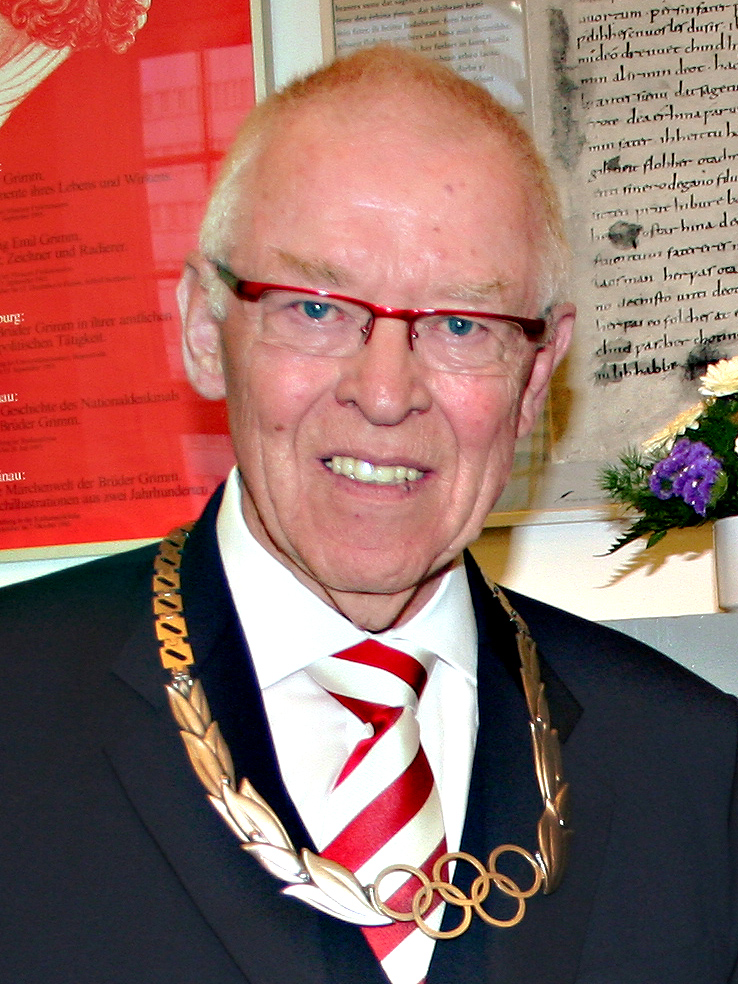
Ulrich Feldhoff

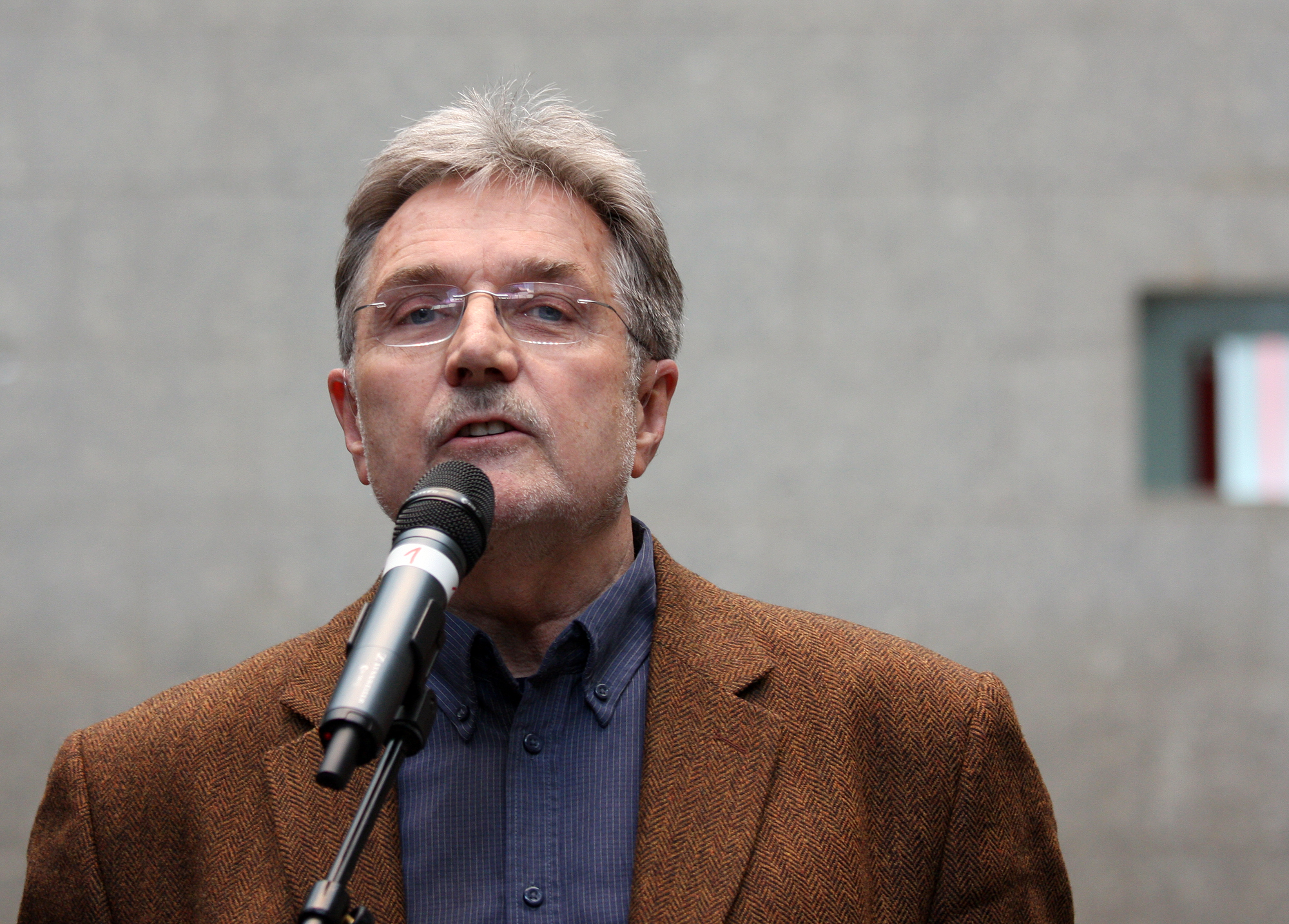
Ulrich Krings

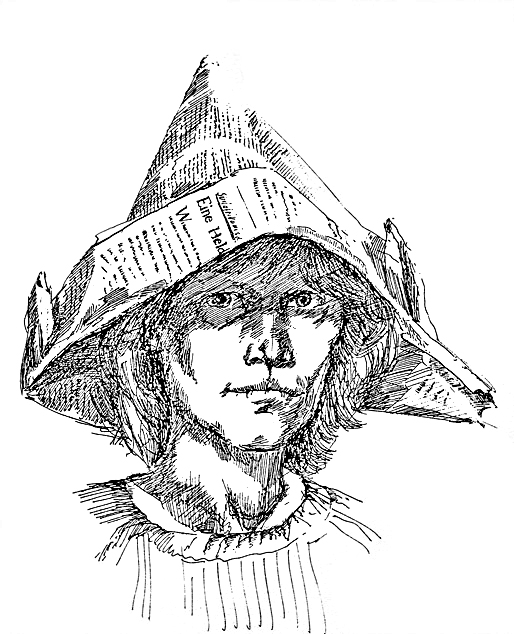
Julia Drinnenberg

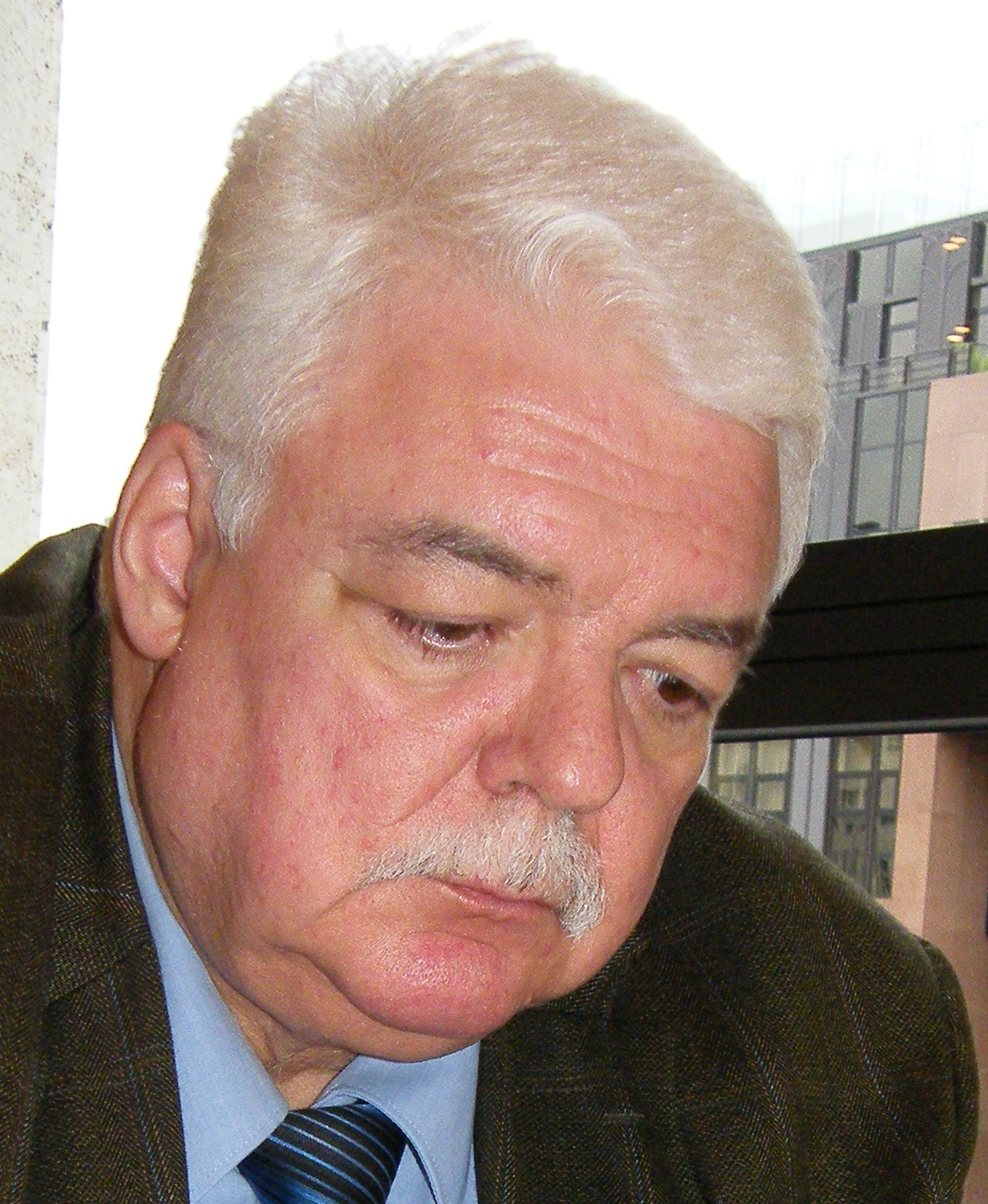
Heinz Lanfermann

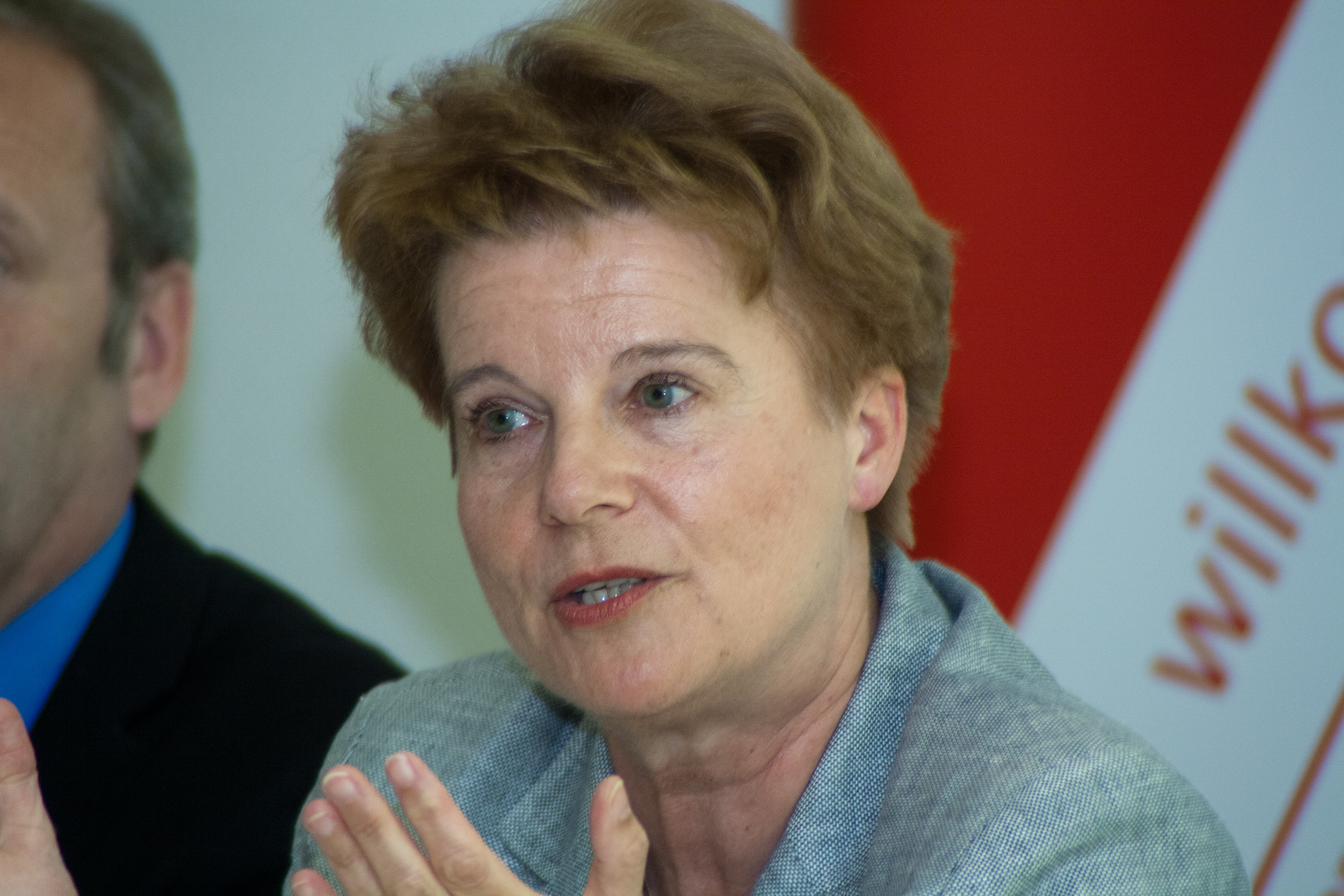
Ulrike Flach

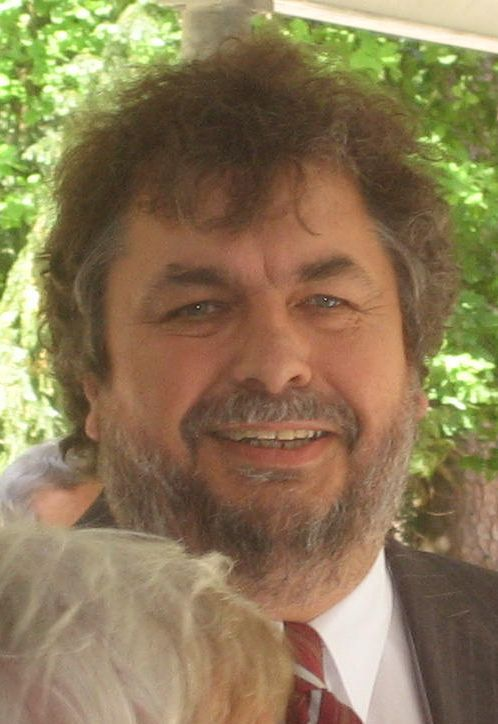
Wolfgang Reichel

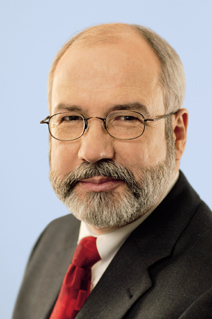
Wolfgang Große Brömer

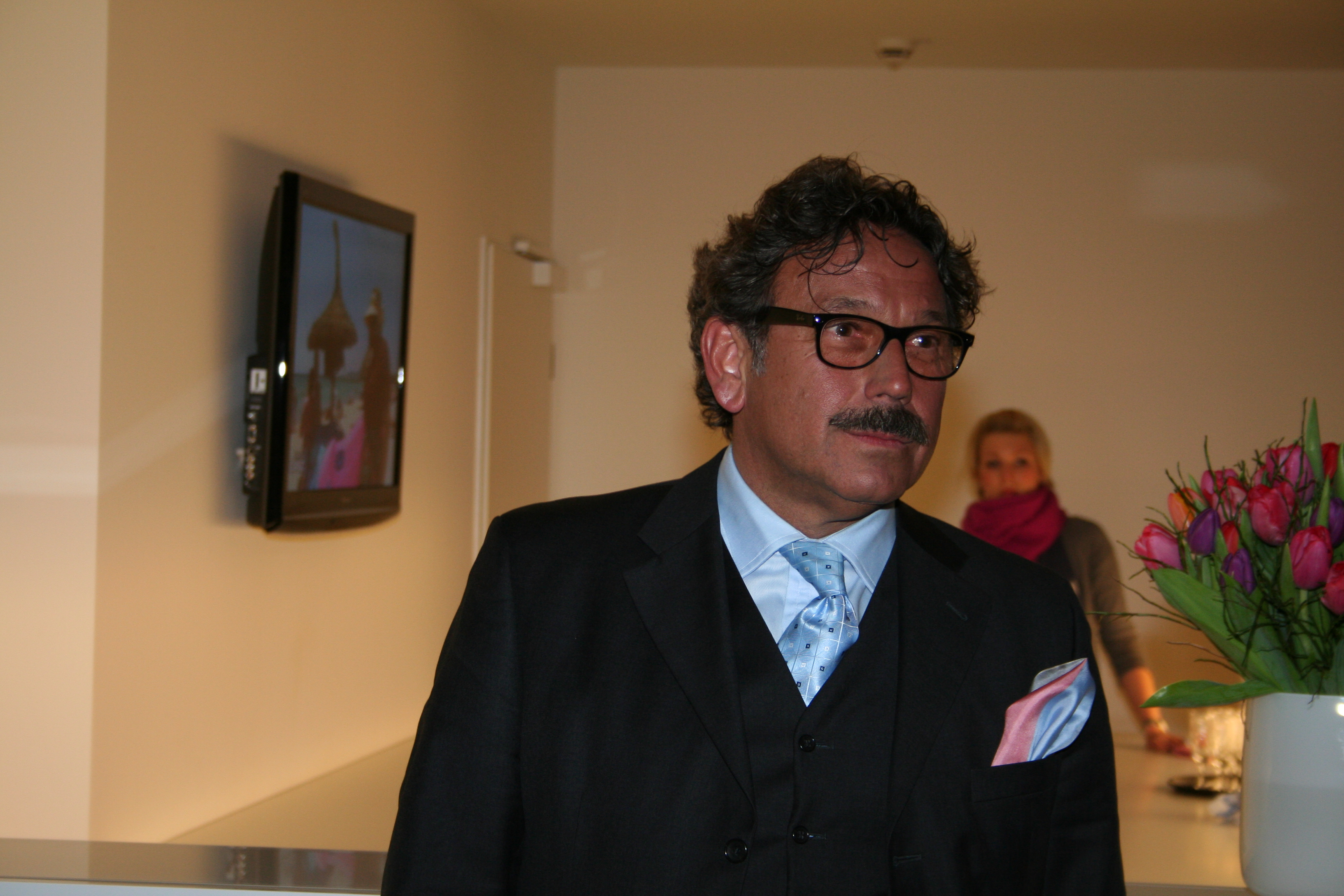
Klaus Kocks

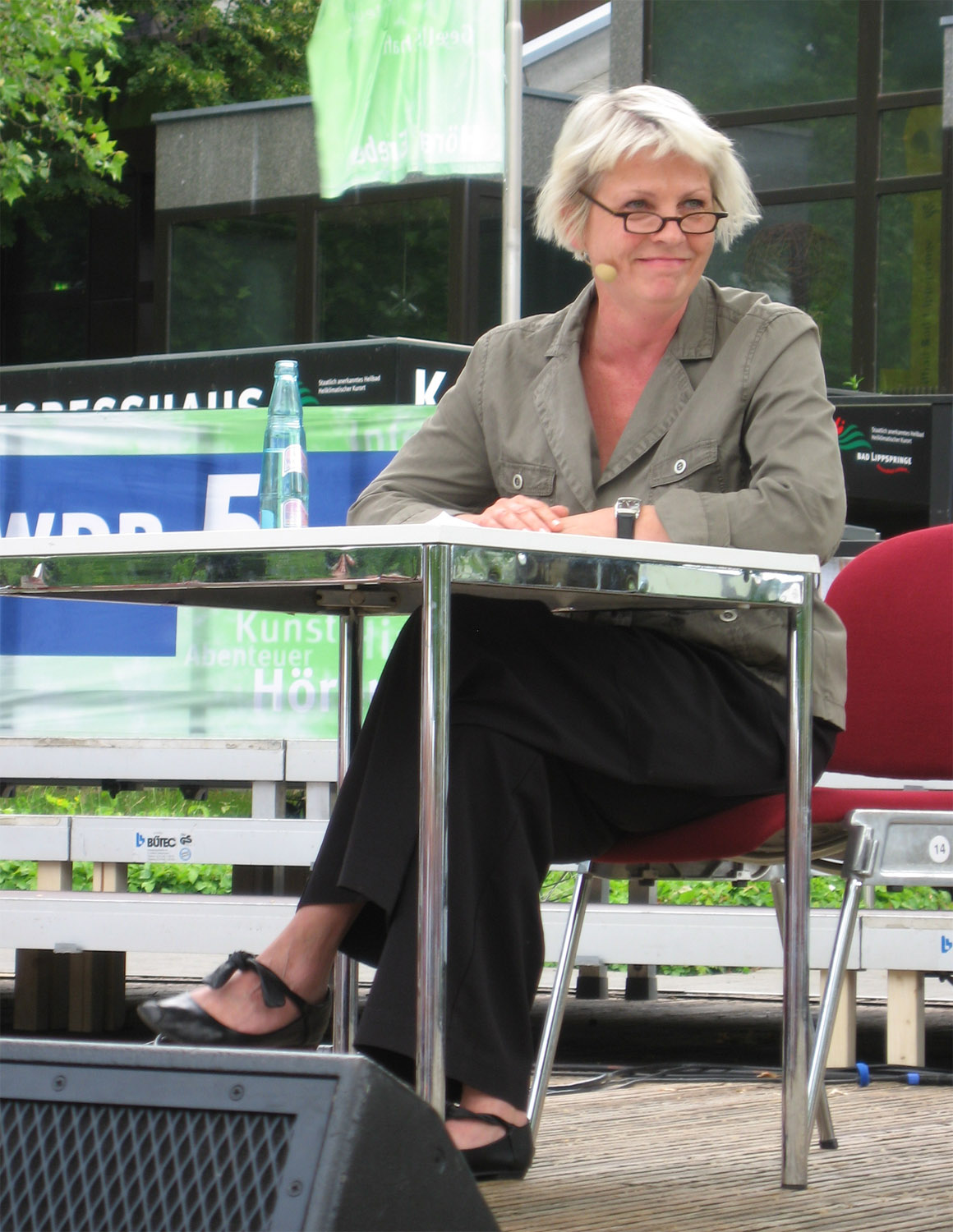
Gerburg Jahnke

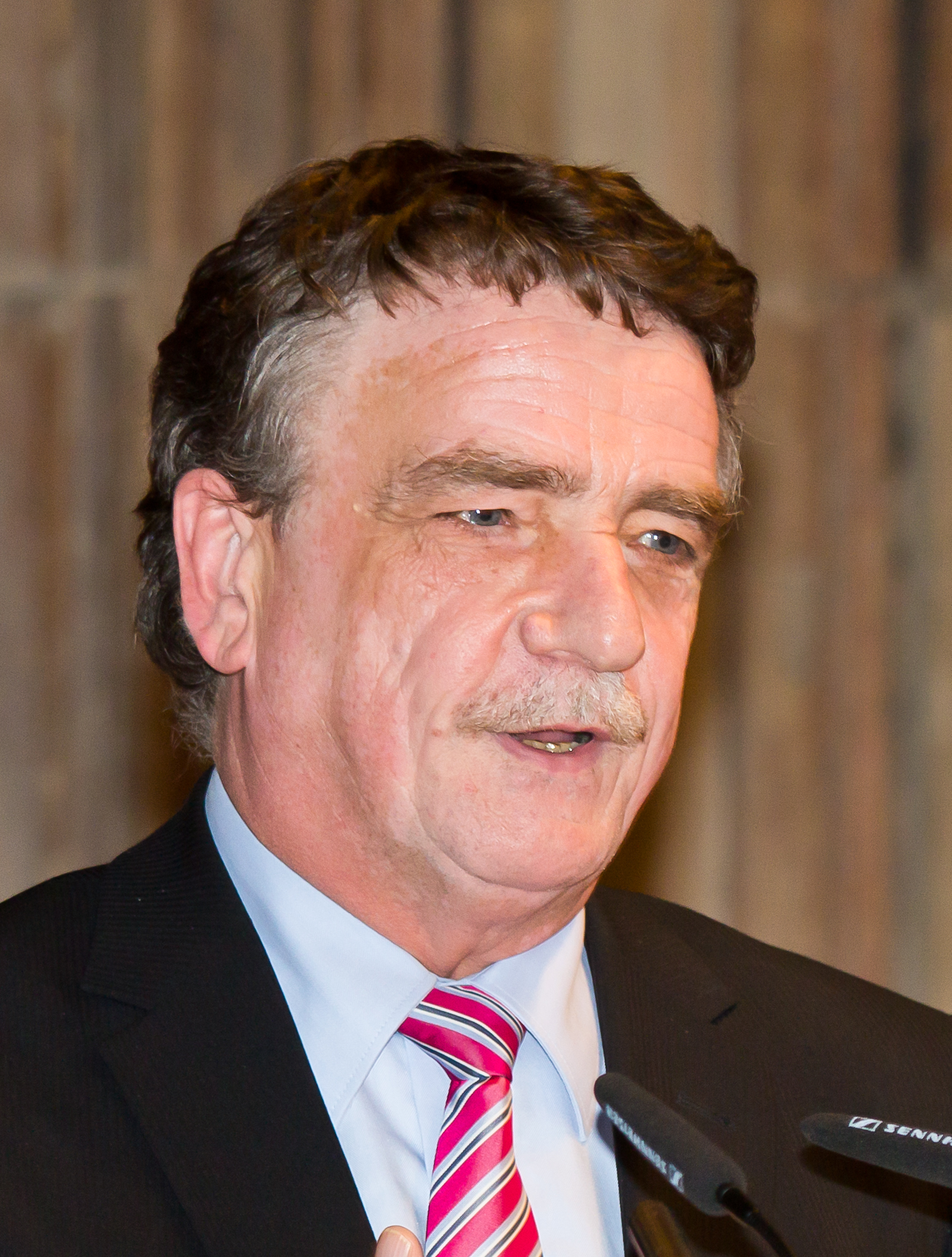
Michael Groschek

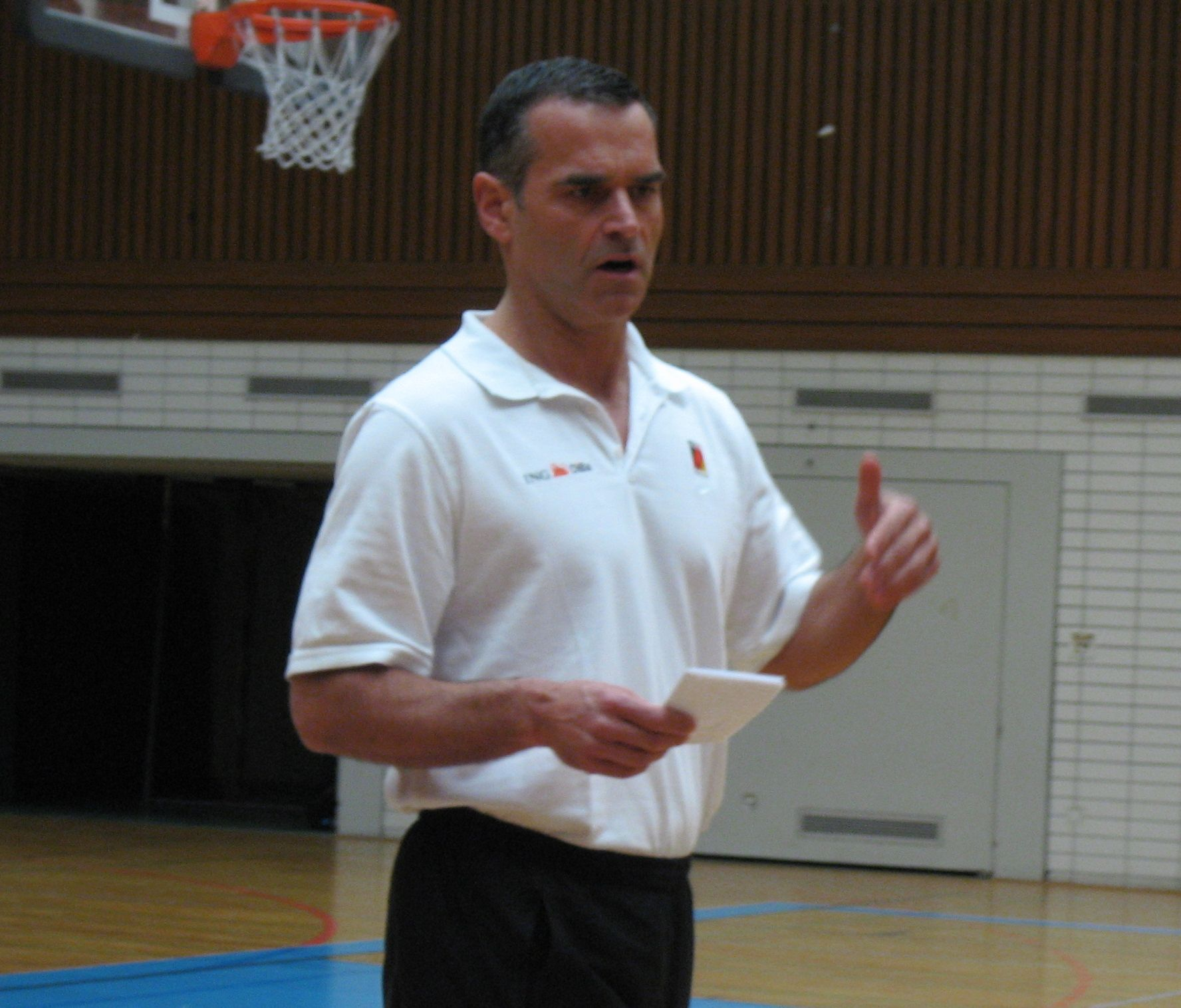
Dirk Bauermann

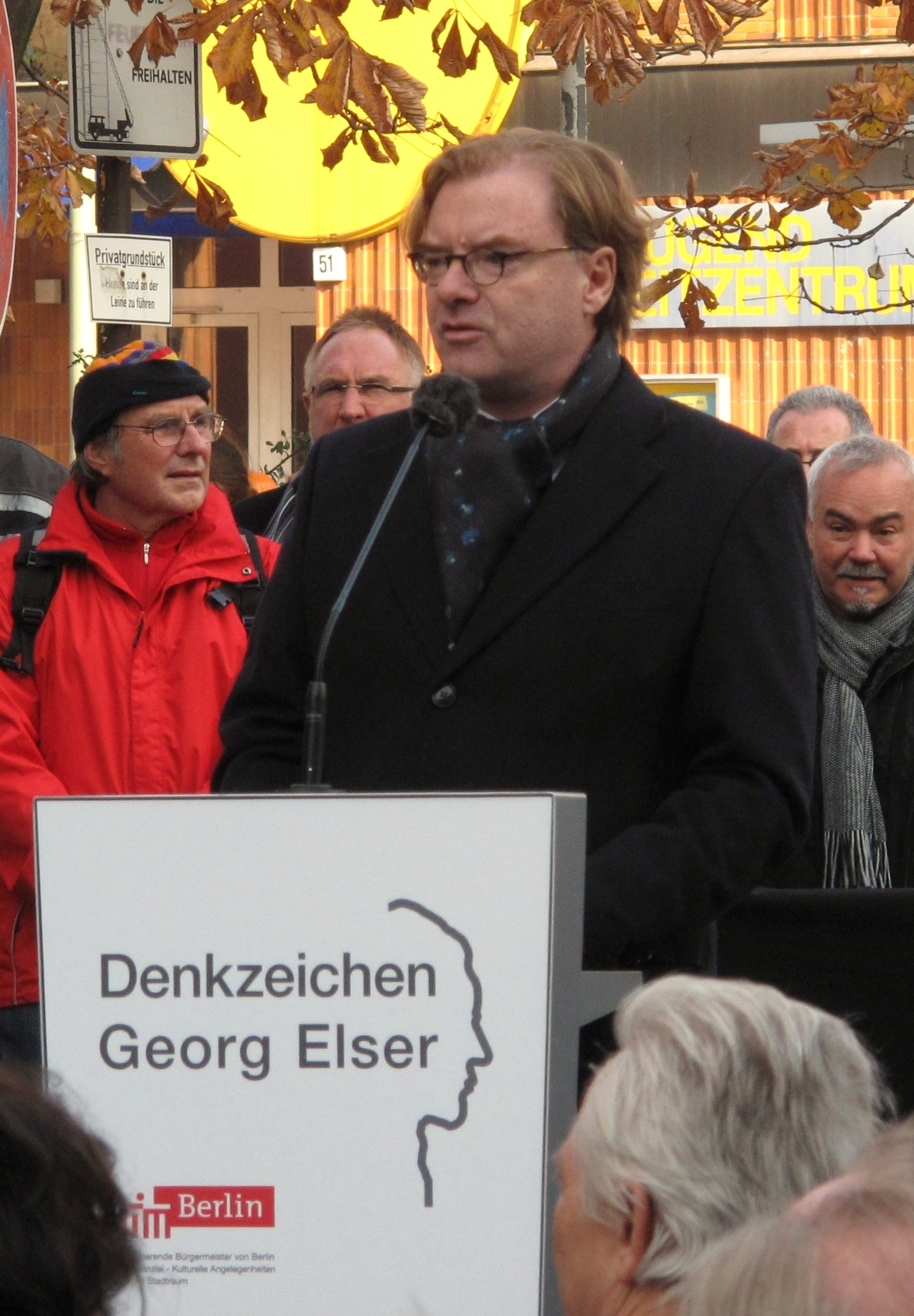
André Schmitz

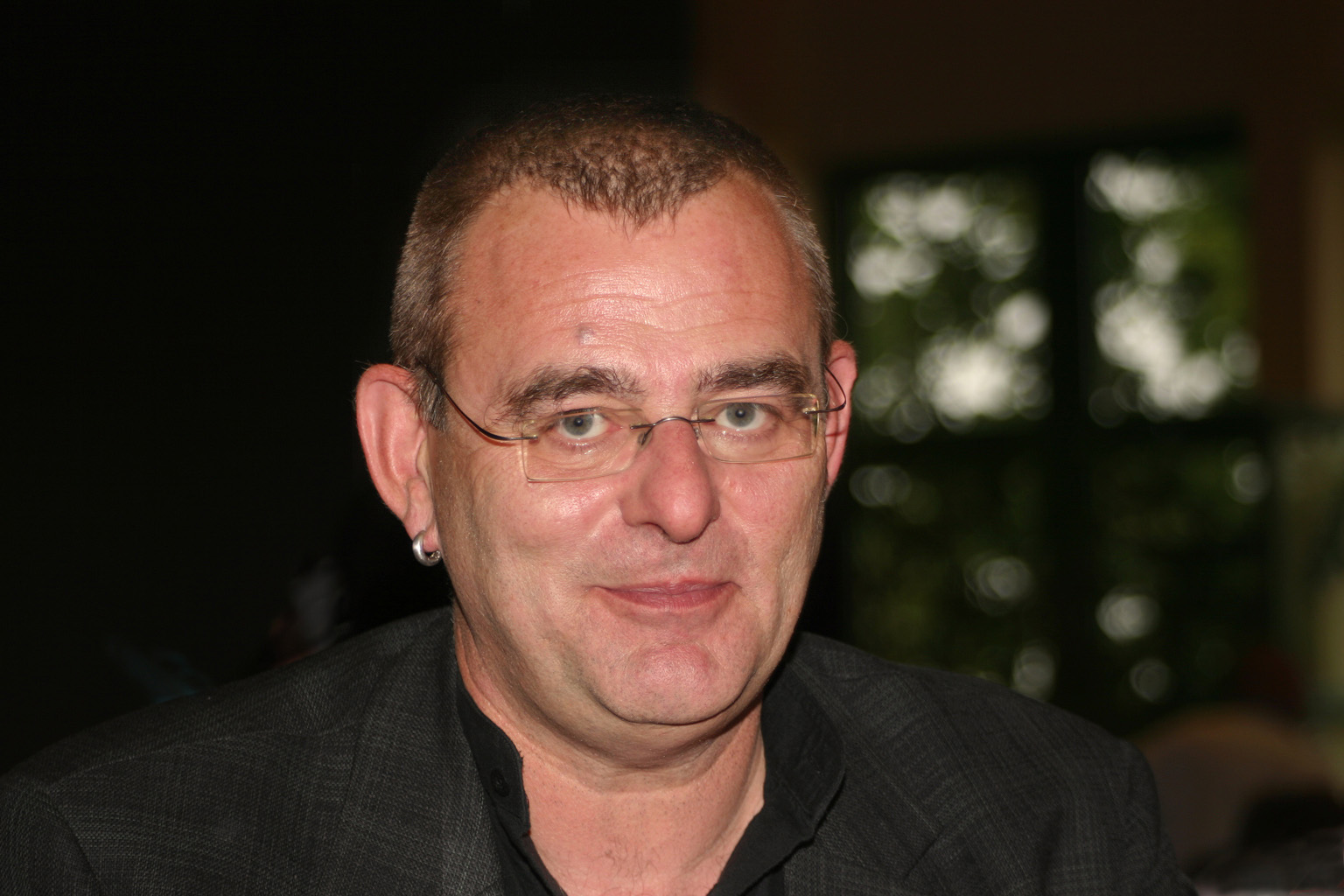
Ulrich Wilken

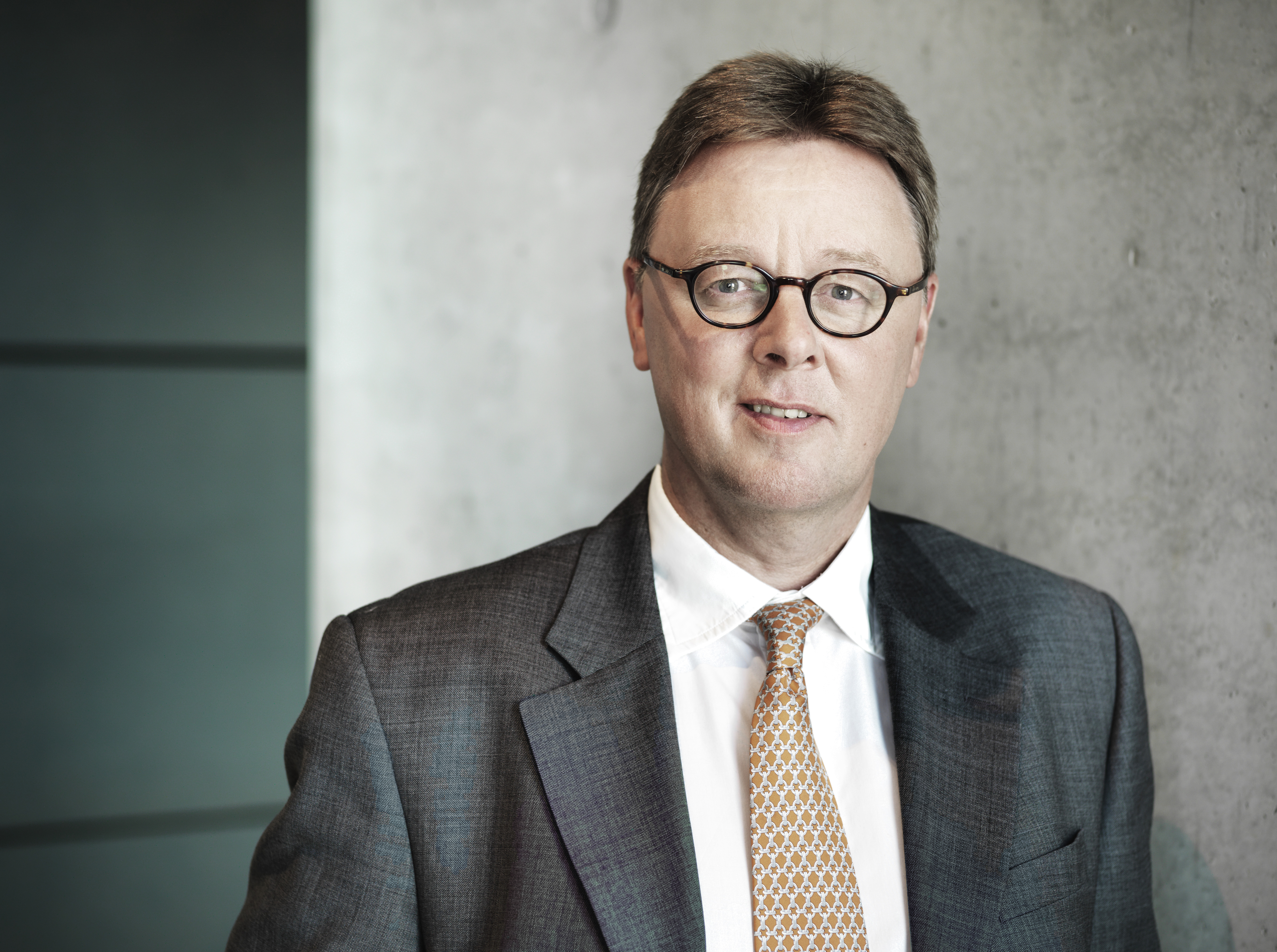
Michael Grosse-Brömer

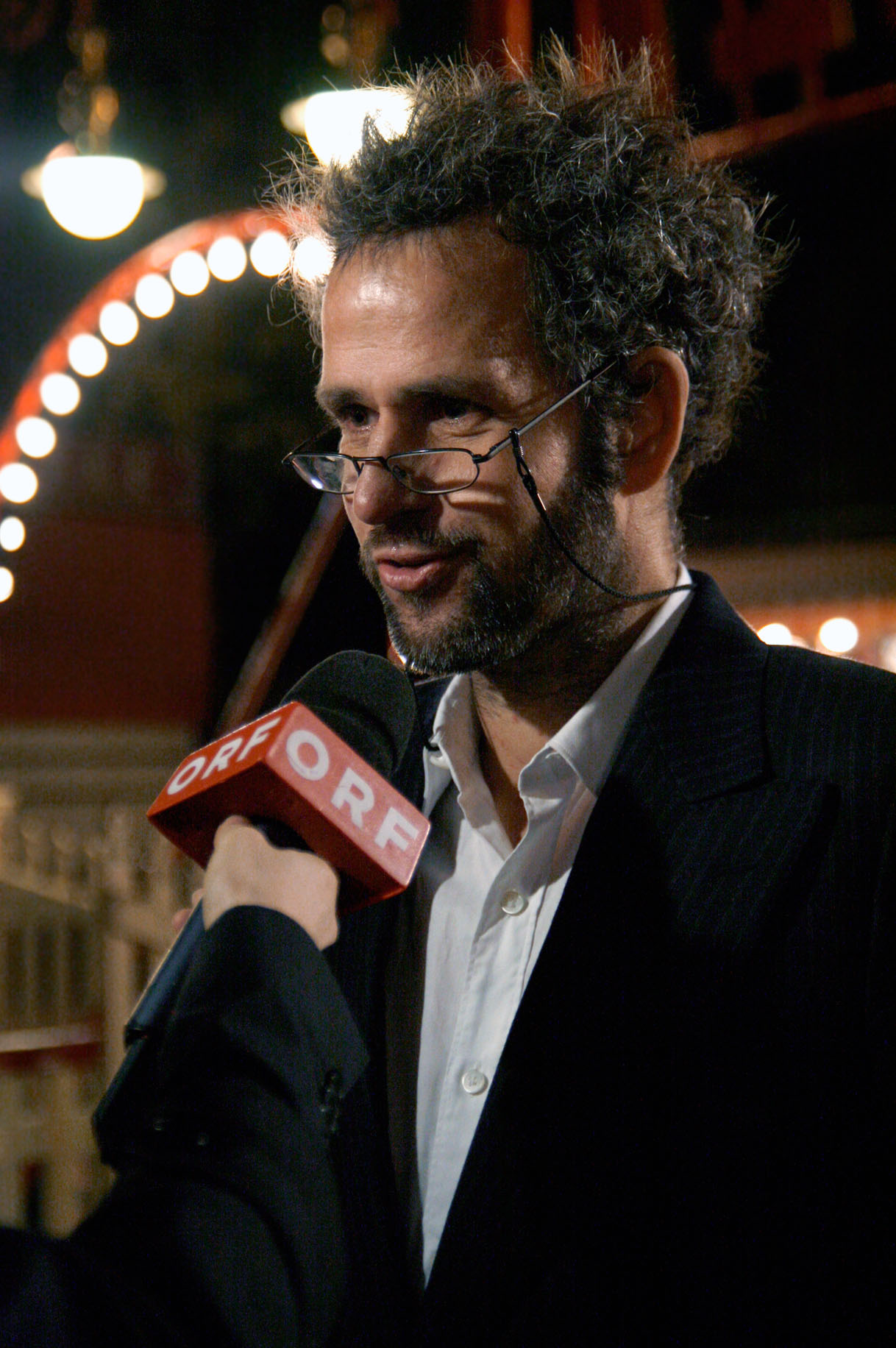
Christoph Schlingensief

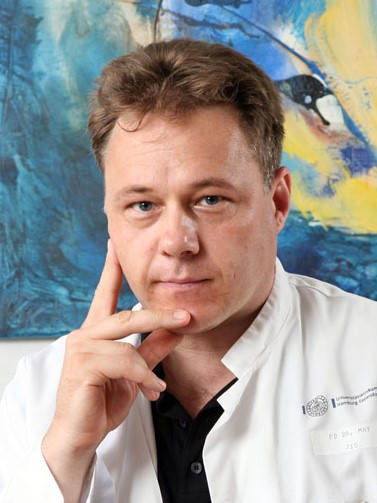
Arne May

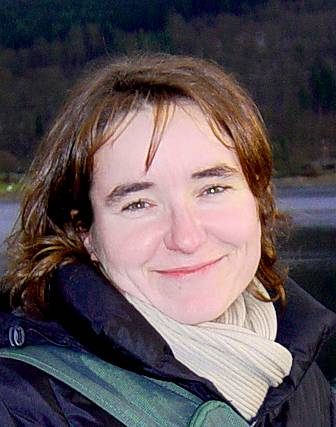
Heike Omerzu

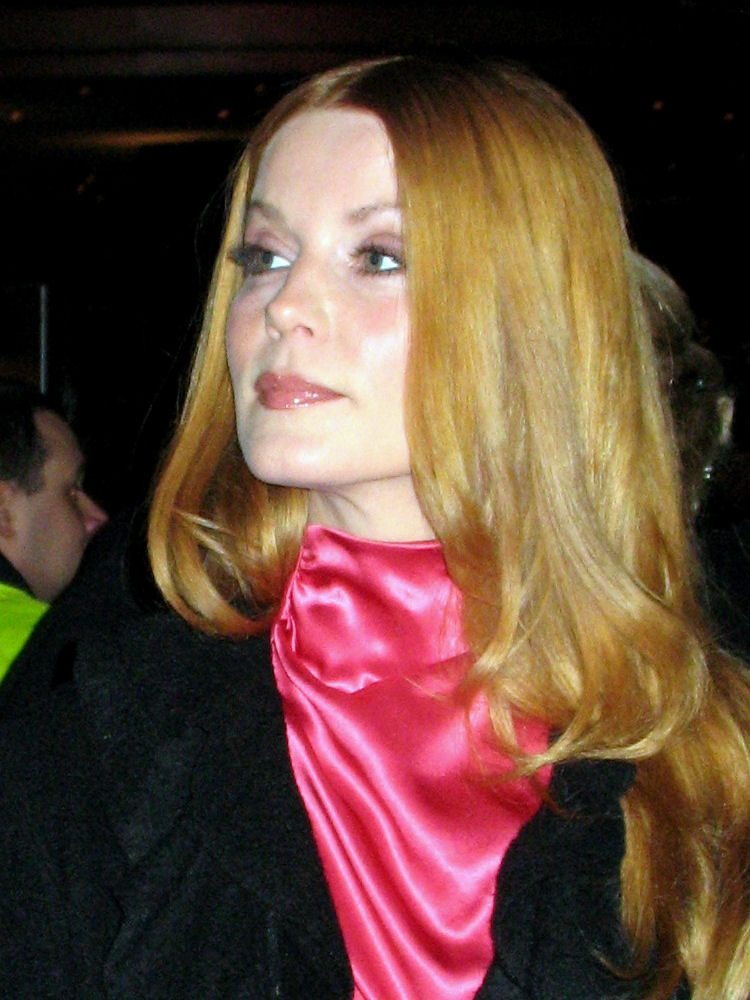
Esther Schweins

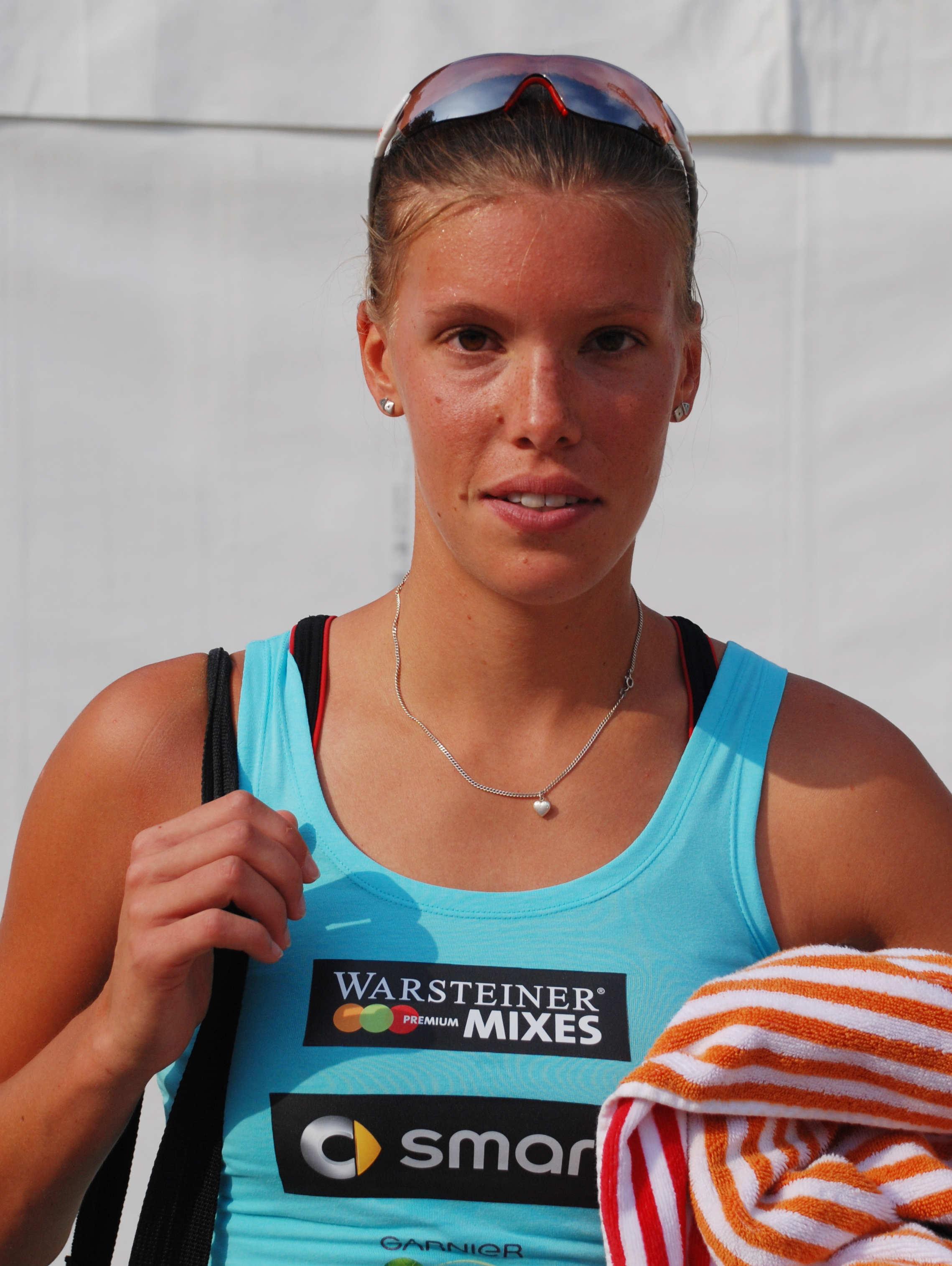
Stefanie Hüttermann

- Johann Franz Joseph von Nesselrode-Reichenstein (1755–1824), Minister des Großherzogtums Berg

### 19. Jahrhundert

#### 1801–1850
- Carl Lueg (1833–1905), Vorstandsvorsitzender der GHH
- Hugo Jacobi (1834–1917), Vorstandsvorsitzender der GHH
- Heinrich Lueg (1840–1917), Industrieller und Politiker

#### 1851–1900
- Karl Heinrich Gisbert Gillhausen (1856–1917), Bauingenieur, Industriemanager und Politiker
- Felix Hollenberg (1868–1945), Maler und Radierer
- Ernst Becker (1869–1935), Kommunalbeamter und langjähriger Bürgermeister und Oberbürgermeister der Stadt Lünen
- Friedrich Deerberg (1876–?), Jurist und Politiker (DNVP), MdL (Preußen)
- Heinrich Imbusch (1878–1945), Gewerkschaftsführer und Politiker (ZENTRUM), MdR
- Otto Pannenbecker (1879–1956), Politiker (ZENTRUM), MdB und Oberbürgermeister von Oberhausen
- Wilhelm Guske (1880–1957), Politiker (SPD) und Oberbürgermeister von Koblenz
- Friedrich Knollmann (1880–1920), Politiker (DNVP)
- Josef Ernst (1882–1959), Politiker (SPD, USPD, SAP, FDP) und Bürgermeister von Norderney
- Johann Puppe (1882–1941), Ingenieur
- Wilhelm Kiwit (1883–1959), Politiker (Zentrum) und Oberbürgermeister von Wanne-Eickel
- Hugo Rosendahl (1884–1964), Politiker (ZENTRUM) und Oberbürgermeister von Koblenz und Essen
- Fritz Wilms (1886–1958), Architekt
- Johannes Egermann (1892–1955), Politiker (SPD)
- Bernhard Kaes (1892–1973), Politiker (ZENTRUM, CDU), MdL (Nordrhein-Westfalen)
- Friedrich Peppmüller (1892–1972), Politiker (NSDAP), MdR und MdL (Preußen)
- Wilhelm Meinerzhagen (1893–1974), Arzt und Politiker
- Erich Schröder (1893–1968), Arzt und Hochschullehrer
- Heinrich Seck (1895–1947), Oberlandeskirchenrat der Evangelisch-Lutherischen Landeskirche Sachsen
- Hans Stelter (1895–1945), Journalist, Publizist und völkisch-nationalsozialistischer Politiker, MdR
- Heinrich Netz (1896–1983), Maschinenbauingenieur und Rektor der Technischen Hochschule München
- Daniela Krein (1897–1986), Ordensschwester und Schriftstellerin
- Gustav Langweg (1897–1950), Politiker (NSDAP) und Oberbürgermeister von Mülheim an der Ruhr
- Georg Schaltenbrand (1897–1979), Autor, Neurologe und „Multiple-Sklerose-Papst“
- Paul Uhlenbruck (1897–1969), Internist
- Heinz Dungs (1898–1949), Theologe und Pfarrer
- Hermann Lickfeld (1898–1941), Bildhauer
- Karl Schmidt (1899–1980), Mediziner, Hochschullehrer

### 20. Jahrhundert

#### 1901–1910
- Karl Dungs (1901–1972), Theologe, Pfarrer der Deutschen Christen und NSDAP-Mitglied
- Ernst Friesenhahn (1901–1984), Staats- und Kirchenrechtler
- Ludwig Anschütz (1902–1985), Schauspieler und Hörspielsprecher
- Herbert Nette (1902–1994), Redakteur und Schriftsteller
- Wilhelm Wetzel (1902–1976), Jurist und Politiker, Oberbürgermeister der Stadt Lüneburg
- Martha Schneider-Bürger (1903–2001), erste deutsche Bauingenieurin, Verfasserin des Grundlagenwerkes für Bauingenieure „Stahlbauprofile“[2]
- Willy Weyres (1903–1989), Architekt und Kölner Dombaumeister
- Friedrich Alles (1905–1968), Politiker (CDU), MdL (Nordrhein-Westfalen)
- Maria Rentmeister (1905–1996), Widerstandskämpferin und Frauenrechtlerin
- Roland Rohn (1905–1971), Architekt
- Johannes Steinhardt (1905–1981), Leichtathlet
- Gerda Ganzer (1907–1996), Häftlingskrankenschwester im KZ Ravensbrück
- Franz Grosse-Brockhoff (1907–1981), Mediziner
- Hans Haferkamp (1908–1993), Politiker (FDP, SPD), MdL (Nordrhein-Westfalen)
- Hans Werner Kirchner (1908–1965), Maler und Schauspieler
- Heinz Pauels (1908–1985), Komponist
- Reni Erkens (1909–1987), Schwimmerin
- Otto Steinhardt (1909–2000), Bauingenieur und Professor für Stahlbau
- Karl van Berk (1910–1998), Gewerkschafter und Politiker (SPD), MdL (Nordrhein-Westfalen)
- Wilhelm Brinkmann (1910–1991), Feldhandballspieler
- Guido-Horst Huhn (1910–1991), SS-Hauptsturmführer
- Erich Kempka (1910–1975), Hitlers Fahrer
- Hubert Mallmann (1910–1994), Politiker (SPD), MdL (Nordrhein-Westfalen)
- Hans Raff (1910–1990), Leichtathlet (Langstrecke)
- Werner Töniges (1910–1995), Marineoffizier
- Hans Wolter (1910–1984), Priester und Kirchenhistoriker

#### 1911–1920
- Josef Fischer (1912–1978), Industriemanager
- Willy Jürissen (1912–1990), Fußballnationalspieler
- Ernst Schmidt (1912–1955), Politiker (SPD), MdL (Nordrhein-Westfalen)
- Emil Surmann (1912–1972), Schauspieler, Drehbuchautor und Regisseur
- Édouard Wawrzyniak (1912–1991), französischer Fußballnationalspieler
- Will Quadflieg (1914–2003), Schauspieler
- Karl Bourscheid (1915–1997), Politiker (CDU), MdL (Nordrhein-Westfalen)
- Anna Lehnkering (1915–1940), NS-Opfer
- Karl-Franz Busch (1917–2003), Professor für Wasserwirtschaft
- Josef Büscher (1918–1983), Schriftsteller
- Alf Marholm (1918–2006), Schauspieler, Hörspiel-, Hörbuch- und Synchronsprecher
- Johannes Bettray (1919–1980), Theologe und Steyler Missionar
- Reinhard Lauth (1919–2007), Philosoph
- Fritz Hartmann (1920–2007), Rheumatologe
- Johannes Schöne (1920–1989), Fußballnationalspieler und Torschützenkönig der DDR-Oberliga (1950/51)

#### 1921–1930
- Josef Lukowiak (1921–1989), Politiker (CDU), MdL (Nordrhein-Westfalen)
- Manfred Büttner (1923–2016), Geograph, evangelischer Theologe, Musikwissenschaftler, Religionswissenschaftler und Wissenschaftshistoriker
- Hans-Joachim Cantow (1923–2018), Polymerchemiker
- Günther Pflug (1923–2008), Bibliothekar und Professor für Philosophie
- Werner Bab (1924–2010), Holocaust-Überlebender
- Werner Kausch (1924–1993), Maler und Hochschullehrer
- August Kirsch (1925–1993), Leichtathlet, Sportwissenschaftler und Sportfunktionär
- Karl Klug (1925–1971), Fußballspieler
- Heribert Marré (1925–2006), Unternehmer
- Wolfgang Behrends (1926–2009), Botschafter
- Josef Hitpaß (1926–1986), Psychologe und Hochschullehrer
- Erich Juskowiak (1926–1983), Fußballnationalspieler
- Hans Kreutz (1926–1972), Polizist und Politiker (SPD), MdL (Nordrhein-Westfalen)
- Günter Storch (1926–2004), Volkswirt und Politiker (FDP), MdL (Rheinland-Pfalz)
- Werner Twardy (1926–1977), Komponist und Bandleader
- Günter Waldmann (1926–2020), Germanist
- Heinz Hager (1927–2001), Politiker (SPD) und Oberbürgermeister von Mülheim an der Ruhr
- Klaus-Peter Kirchrath (1927–2024), Fußballtrainer
- Rolf Lamers (1927–2016), Leichtathlet und Spezialist über die Mittelstrecke von 1500 Meter
- Heinz Wilhelm Schwarz (1927–2004), Regisseur
- Klaus Weiss (1927–2014), Professor für Anglistik und Amerikanistik
- Werner Baecker (1928–2019), Architekt und Stadtplaner
- Georg Scherer (1928–2012), Professor für Philosophie
- Karl Stangenberg (* 1928), Musiker und lyrischer Dichter
- Willi Demski (1929–2012), Fußballnationalspieler
- Hans-Joachim Weyland (1929–2001), Fußballschiedsrichter
- Arnulf Zitelmann (1929–2023), Schriftsteller
- Eduard Perings (1930–2006), Mediziner und Prorektor der Ruhr-Universität Bochum
- Heinz Perne (1930–2008), Ordensgeistlicher, Religionslehrer und Journalist

#### 1931–1940
- Heinrich Kiepe (1931–2020), Wirtschaftswissenschaftler
- Paul Lange (1931–2016), Kanute, Olympiasieger
- Gustava Schefer-Viëtor (1932–2016), Pädagogin, Erziehungswissenschaftlerin, Geschlechterforscherin und Feministin
- Gerd Jüttemann (1933–2023), Psychologe und Hochschullehrer
- Manfred Lennings (1934–2008), Industriemanager und GHH-Vorstandsvorsitzender
- Karl-Heinz Feldkamp (* 1934), Fußballspieler und -trainer
- Hans Wagner (1934–1993), Politiker (CDU), MdL (Nordrhein-Westfalen)
- Wilhelm Keim (1934–2018), Chemiker und Professor für Technische Chemie
- Friedhelm Eberle (* 1935), Schauspieler und Schauspieldozent
- Peter Reuschenbach (1935–2007), Politiker (SPD), MdB und Oberbürgermeister von Essen
- Heinz Georg Schmenk (* 1935), Schriftsteller
- Herbert Selg (1935–2017), Entwicklungspsychologe
- Eberhard Ullrich (1935–2005), Politiker (CDU), MdL (Nordrhein-Westfalen)
- Manfred Buchwald (1936–2012), Journalist und Rundfunkintendant (SR)
- Alfons van Gelder (* 1936), Richter am Bundesgerichtshof (1990–2001)
- Hiltrud Grote (1936–2010), Kommunalpolitikerin in Hannover
- Helga Kanies (* 1936), Skatspielerin, Autorin und Schlagersängerin
- Helmut Ricke (* 1936), Industriemanager
- Heinz Schleußer (1936–2000), Gewerkschafter und Politiker (SPD), MdL (Nordrhein-Westfalen)
- Max Schmitz (* 1936), Bildhauer
- Karl-Otto Marquardt (1937–2016), Fußballspieler
- Theo Vennemann (* 1937), Sprachwissenschaftler und Professor für Germanistische und Theoretische Linguistik
- Alfred Ableitinger (* 1938), Historiker
- Hans-Josef Dreckmann (* 1938), Fernsehjournalist
- Ulrich Feldhoff (1938–2013), Kanute und Sportfunktionär
- Heinz-Adolf Hörsken (1938–1996), Politiker (CDU), MdB
- Heinz Kohnen (1938–1997), Geophysiker und Polarforscher
- Werner Ingendahl (* 1939), Professor für Germanistik und Didaktik der deutschen Sprache in Wuppertal
- Horst Klinkhammer (* 1939), Fußballspieler
- Dieter Nohlen (* 1939), Politologe
- Heinz Wassermann (1939–2022), Fußballspieler
- Ulrich Blau (* 1940), Philosoph
- Heinz Eichelbaum (* 1940), Ringer
- Siegfried Jerusalem (* 1940), Opernsänger (Tenor)
- Manfred Jung (1940–2017), Opernsänger (Tenor)
- Herbert Schwinning (1940–1996), Fußballspieler
- Hans Siemensmeyer (* 1940), Fußballnationalspieler

#### 1941–1950
- Heinz Büker (* 1941), Kanute
- Heinz-Jörg Eckhold (1941–2022), Politiker (CDU), MdL (Nordrhein-Westfalen)
- Wilhelm Geerlings (1941–2008), römisch-katholischer Priester, Theologe und Kirchenhistoriker
- Winfried Holtmann (1941–2003), Journalist und Sportfunktionär
- Heinz Reif (* 1941), Historiker
- Gerd Stein (* 1941), Politik- und Erziehungswissenschaftler, Hochschullehrer
- Willi Hausmann (1942–2024), Jurist, Spin-Doctor und Politiker (CDU)
- Ulrich Krings (* 1942), Kunsthistoriker und Autor
- Lothar Kobluhn (1943–2019), Fußballspieler
- Wolf-Dieter Ahlenfelder (1944–2014), Fußballschiedsrichter
- Dieter Hentschel (1944–2015), Fußballspieler
- Heinz-Jürgen Prangenberg (1944–2002), Politiker (CDU), MdB
- Ernst-Dieter Lantermann (* 1945), Psychologe und Hochschullehrer
- Gregor Morfill (* 1945), Physiker
- Caren Pfleger (1945–2019), Designerin, Lifestyle-Beraterin und Model
- Ortwin Benninghoff (* 1946), Dirigent
- Gerhard Erker (* 1946), Chemiker
- Dieter Herzog (* 1946), Fußballnationalspieler
- Franz Krauthausen (* 1946), Fußballspieler
- Karlheinz Lemken (* 1946), Schauspieler
- Wolfgang Nethöfel (* 1946), Theologe und Professor für Sozialethik
- Reinhard Schmidt (* 1946), Bergbauingenieur und Präsident des Sächsischen Oberbergamtes
- Klaus Esser (* 1947), Jurist und Manager
- Eva-Maria Herbertz (* 1947), Sachbuchautorin
- Tilman Spengler (* 1947), Autor und Mitherausgeber der Zeitschrift Kursbuch
- Klaus Wehling (* 1947), Politiker (SPD) und Oberbürgermeister von Oberhausen
- Jürgen Dollase (* 1948), Gastronomiekritiker und Journalist
- Karl-Josef Kuschel (* 1948), Theologe
- Werner Ohm (* 1948), Fußballspieler
- Edmund Stieber (* 1948), Fußballspieler
- Eckhard Stratmann-Mertens (* 1948), Lehrer und Politiker (Bündnis 90/Die Grünen), MdB
- Julia Drinnenberg (* 1949), Zeichnerin, Karikaturistin, Illustratorin und Autorin von Comics
- Hanns Feigen (* 1949), Rechtsanwalt
- Ulf G. Stuberger (1949–2015), Journalist und Autor
- Bernd Wegner (* 1949), Historiker
- Horst Zander (* 1949), Anglist, Hochschullehrer und Shakespeare-Forscher
- Helga Budde-Engelke (* 1950), Malerin und Grafikerin
- Hans Fritsche (* 1950), Fußballspieler und Redakteur
- Heinz Lanfermann (1950–2024), Politiker (FDP), MdB und Staatssekretär
- Hans Reinhard Seeliger (* 1950), Kirchenhistoriker
- Klaus Thies (* 1950), Fußballspieler

#### 1951–1960
- Dieter Bast (* 1951), Fußballspieler
- Evert Brettschneider (* 1951), Gitarrist
- Werner Sonnenschein (* 1951), Fußballtorwart
- Ulrike Flach (* 1951), Politikerin (FDP), MdB
- Georg Nachtsheim (* 1951), Brigadegeneral des Heeres der Bundeswehr
- Wolfgang Reichel (* 1951), Politiker (CDU), MdL (Rheinland-Pfalz)
- Burkhard Segler (* 1951), Fußballspieler
- Hans-Jürgen Wloka (* 1951), Fußballspieler
- Fritz Balthaus (* 1952), Künstler
- Ekkehard Becker-Eberhard (* 1952), Jurist und Professor für Jura
- Norbert Brinkmann (* 1952), Fußballspieler
- Wolfgang Große Brömer (* 1952), Lehrer und Politiker (SPD), MdL (Nordrhein-Westfalen)
- Manfred J. Hampe (* 1952), Maschinenbauingenieur
- Wolfgang Hinte (* 1952), Sozialarbeitswissenschaftler
- Eberhard Kirchhoff (* 1952), Schriftsteller und Lyriker
- Klaus Kocks (* 1952), Ökonom, Sozialwissenschaftler und PR-Berater
- Franz Mey (* 1952), Schauspieler
- Wolfgang Mohr (* 1952), Stabhochspringer
- Wolfgang Neuhaus (* 1952), Lektor und Übersetzer
- Ulrike Zilly (* 1952), Malerin
- Klaus Bruckmann (* 1953), Fußballspieler
- Uwe Büschken (* 1953), Schauspieler und Synchronsprecher
- Joachim Friedrich (* 1953), Kinder- und Jugendbuchautor
- Gerd Heise (* 1953), Architekt
- Ditmar Jakobs (* 1953), Fußballnationalspieler
- Ludger Schepers (* 1953), Weihbischof im Bistum Essen
- Renate Thomas (* 1953), Klassische Archäologin
- Ursula Maria Wartmann (* 1953), Journalistin und Schriftstellerin
- Friedel Anderson (* 1954), Künstler
- Karl Höffkes (* 1954), Dokumentarfilmer
- Sabine Johannsen (* 1954), Rechtswissenschaftlerin, Verwaltungsjuristin, Ministerial- und politische Beamtin (SPD)
- Wolfgang Kolmsee (* 1954), Leichtathlet
- Eckard Löll (* 1954), Segler
- Heribert Macherey (* 1954), Fußballtorwart
- Willi Wülbeck (* 1954), Leichtathlet
- Franz Markus Haniel (* 1955), Manager
- Achim Hofer (* 1955), Musikwissenschaftler, Musikpädagoge und Hochschullehrer
- Gerburg Jahnke (* 1955), Kabarettistin (Missfits)
- Norbert Lüer (* 1955), Unternehmer und Gründer der Jurex GmbH
- Peter Matussek (* 1955), Literatur- und Medienkulturwissenschaftler, Professor für Medienästhetik
- Else Maria Wischermann (* 1955), Historikerin und Bibliothekarin
- Michael Groschek (* 1956), Politiker (SPD), MdB und MdL (Nordrhein-Westfalen)
- Dirk Bauermann (* 1957), Basketballtrainer
- Regina Kopp-Herr (* 1957), Politikerin (SPD), MdL (Nordrhein-Westfalen)
- André Schmitz (* 1957), Politiker, Kulturmanager und Staatssekretär a. D.
- Hans-Walter Schmuhl (* 1957), Neuzeithistoriker
- Monika Sieverding (* 1957), Psychologin
- Ortwin Adams (1958–2023), Virologe
- Toni Puszamszies (1958–2013), Fußballspieler
- Ulla Salzgeber (* 1958), Dressurreiterin
- Ulrich Schneider (* 1958), Verbandsfunktionär und Autor
- Heike Schulte-Mattler (* 1958), Leichtathletin
- Ulrich Wilken (* 1958), Politiker (Die Linke), MdL (Hessen)
- Jürgen Bärsch (* 1959), römisch-katholischer Theologe, Priester
- Martina Fietz (1959–2022), Journalistin
- Günter Geisen (* 1959), Poolbillardspieler und -trainer
- Marianne Hammerl (1959–2008), Psychologin
- Michael Jakobs (* 1959), Fußballspieler
- Norbert Kamp (* 1959), Bibliothekar
- Christoph Klimke (* 1959), Schriftsteller
- Armin von Bogdandy (* 1960), Rechtswissenschaftler
- Thomas Ganswindt (* 1960), Manager
- Michael Grosse-Brömer (* 1960), Politiker (CDU), MdB
- Hermann J. Kassel (* 1960), Bildhauer
- Martin Keßler (* 1960), Schauspieler und Synchronsprecher
- Jochen Rozek (1960–2024), Rechtswissenschaftler
- Christoph Schlingensief (1960–2010), Film- und Theaterregisseur, Hörspielautor und Aktionskünstler

#### 1961–1970
- Dieter Hahn (* 1961), Manager
- Jutta Häser (* 1961), vorderasiatische Archäologin
- Arne May (* 1961), Neurologe und Neurowissenschaftler
- Petra Pohlmann (* 1961), Rechtswissenschaftlerin
- Andreas Lienkamp (* 1962), katholischer Theologe und Hochschullehrer
- Christa Schleper (* 1962), Mikrobiologin
- Günter Schlipper (* 1962), Fußballspieler und -trainer
- Claudia Zaczkiewicz (* 1962), Leichtathletin
- Thomas Lehmen (* 1963), Choreograf und Tänzer
- Thomas Mann (* 1963), Jurist
- Meike Neitsch (* 1963), Handballspielerin
- Peter Schallenberg (* 1963), römisch-katholischer Moraltheologe und Sozialwissenschaftler
- Martin Pöt Stoldt (1963–2023), Sachbuchautor
- Ute Völker (* 1963), Musikerin
- Regine Kölpin (* 1964), Schriftstellerin
- Tasso Enzweiler (* 1964), Journalist und PR-Manager
- Stephan Goertz (* 1964), Professor für Katholische Theologie
- Norbert Gronau (* 1964), Betriebswirt und Wirtschaftsinformatiker
- Regine Kölpin (* 1964), Schriftstellerin
- Karsten Stolz (1964–2025), Leichtathlet
- Chris Trautmann (* 1964), Übersetzer und Schriftsteller
- Stefan Zimkeit (* 1964), Politiker (SPD), MdL (Nordrhein-Westfalen)
- Dirk Balthaus (* 1965), Jazzpianist und Komponist
- Markus Bötefür (* 1965), Autor
- Stefan Keune (* 1965), Saxophonist
- Eva Kurowski (* 1965), Jazz-Musikerin und Sängerin
- Dirk Matten (* 1965), Wirtschaftswissenschaftler
- Andreas Buttler (* 1966), Schauspieler und Musiker
- Dirk Juch (* 1966), Fußballspieler und -trainer
- Patrick Notthoff (* 1966), Fußballspieler
- Nicola Preuß (* 1966), Rechtswissenschaftlerin und Hochschullehrerin
- Christoph Driessen (* 1967), Journalist und Historiker
- Christoph Eger (* 1967), prähistorischer Archäologe und Hochschullehrer
- Marcus Freitag (* 1967), Theologe und Philosoph, Hochschullehrer
- Carsten Marquardt (* 1967), Fußballspieler
- Annette Weitzmann (* 1967), Schauspielerin
- Thomas Böhm (* 1968), Autor, Literaturvermittler und Moderator
- Stefan Chmielewski (* 1968), Fußballspieler
- Torsten Chmielewski (* 1968), Fußballspieler
- Tobias Helms (* 1968), Professor für Bürgerliches Recht, Internationales Privatrecht und Rechtsvergleichung
- Richard Prause (* 1968), Tischtennisspieler
- Carsten Schmuck (1968–2019), Professor für Organische Chemie
- Frank Gust (* 1969), Serienmörder
- Ulf K. (* 1969), Comiczeichner und Illustrator
- Suzan Anbeh (* 1970), Schauspielerin
- Rebecca Immanuel (* 1970), Schauspielerin
- Heike Omerzu (* 1970), Professorin für Evangelische Theologie
- Esther Schweins (* 1970), Schauspielerin und Komödiantin

#### 1971–1980
- Antje Knechten (* 1971), Hockeyspielerin
- Daniel Simon Richter (* 1971), Fantasy-Autor
- Dirk Vöpel (* 1971), Politiker (SPD)
- Volkmar Dinstuhl (* 1972), Schachspieler
- Ulrich Viefers (* 1972), Ruderer
- Carmela de Feo (* 1973), Musikerin, Sängerin, Schauspielerin und Kabarettistin
- Daniel Junker (1973–2021), Musiker
- Gereon Krebber (* 1973), Bildhauer
- Patrick Bellenbaum (* 1974), Feldhockeyspieler
- Thomas Durchschlag (* 1974), Filmregisseur und Drehbuchautor
- Markus Feldhoff (* 1974), Fußballspieler und -trainer
- Achim Hecker (* 1974), Wirtschaftswissenschaftler und Hochschullehrer
- Mark Kleinschmidt (* 1974), Ruderer
- Javier Lopez (* 1974), Fußballspieler
- Paula Lileen Rosengarthen (* 1974), Schauspielerin, Autorin, Model und Dozentin
- Sven Thiemann (* 1974), Schauspieler
- Sonja Bongers (* 1976), Politikerin (SPD), MdL (Nordrhein-Westfalen)
- Tom Oberheiden (* 1976), Schwimmer und Arzt
- Matthias Reuter (* 1976), Kabarettist
- Nadine Steinkamp (* 1976), Kanutin
- Sebastian Hartmann (* 1977), Politiker, MdB, Staatssekretär
- Bülent Ucar (* 1977), Professor für Islamische Religionspädagogik
- Dina Knorr (* 1977), Autorin von Wanderführern und Bloggerin
- Holger Schmenk (* 1978), Historiker und Autor
- Ulf Siemes (* 1978), Ruderer
- Nicole Schumacher (* 1979), Fußballschiedsrichterin
- Şenol Demirci (* 1980), Fußballspieler
- Sebastian Kroehnert (* 1980), Schauspieler
- Simon Rahm (* 1980), Komponist und Sounddesigner
- Esther Stahl (* 1980), Volleyball-Nationalspielerin

#### 1981–1990
- Christian Hümbs (* 1981), Konditormeister
- Valentin Emil Lubberger (* 1981), Schauspieler
- Christian Stubbe (* 1982), Bogenschütze
- Matthias Witthaus (* 1982), Feldhockeyspieler
- Musa Çelik (* 1983), Fußballspieler
- Ümit Ertural (* 1984), Fußballspieler
- Hanna Klimpe (* 1984), Kommunikationswissenschaftlerin und Professorin für Social Media
- Marcel Landers (* 1984), Fußballspieler
- Matthias Toplak (* 1984), Mittelalterarchäologe
- Dennis Betzholz (* 1985), Journalist, Autor und Verleger
- Stefanie Klatt (* 1985), (Beach-)Volleyballspielerin
- Vanessa Struhler (* 1985), Sängerin
- Frederick Cordes (* 1986), Politiker (SPD)
- Kevin Corvers (* 1987), Fußballspieler
- Kevin Grund (* 1987), Fußballspieler
- André Hamann (* 1987), Männermodel
- Marcel Maas (* 1987), Autor
- Robby Hein (* 1988), Eishockeyspieler
- Manuel Schmitt (* 1988), Opern- und Theaterregisseur, Filmemacher
- Florian Abel (* 1989), Fußballspieler
- Katharina Hintzen (* 1989), Schauspielerin
- Björn Linda (* 1989), Eishockeytorwart
- Kevin Rauhut (* 1989), Fußballtorwart
- Julian Real (* 1989), Wasserballspieler
- Julia Wenzel (* 1990), Politikerin (Bündnis 90/Die Grünen)

#### 1991–2000
- Takis Mehmet Ali (* 1991), Politiker (SPD), MdB
- Robin Erewa (* 1991), Leichtathlet
- Dustin Haloschan (* 1991), Eishockeytorwart
- Jan Kawelke (* 1992), Musikjournalist
- Alexander Mühling (* 1992), Fußballspieler
- Kevin Steuke (* 1992), Fußballspieler
- Jil Strüngmann (* 1992), Fußballspielerin
- Chiara Kirstein (* 1993), Fußballtorhüterin
- René Klingenburg (* 1993), Fußballspieler
- Sofia Nati (* 1993), Fußballspielerin
- Muhammed Ali Doğan (* 1995), Fußballspieler
- Max Meyer (* 1995), Fußballspieler
- Joshua Abuaku (* 1996), Leichtathlet
- Madeline Gier (* 1996), Fußballspielerin
- Timo Schaffeld (* 1996), Triathlet
- Noah Beyer (* 1997), Handballspieler
- Davin Herbrüggen (* 1998), Popsänger
- Vincent Gembalies (* 2000), Fußballspieler
- Alexander Grün (* 2000), Organist und Kirchenmusiker

### 21. Jahrhundert
- Joselpho Barnes (* 2001), Fußballspieler
- Maximilian Braune (* 2003), Fußballtorwart
- Emrehan Gedikli (* 2003), deutsch-türkischer Fußballspieler

## Mit Oberhausen verbundene Personen
- August Kind (1824–1904), Architekt und Kreisbaumeister (Kindscher Rasterplan von 1865)
- Werner Günther (1919–2008), Fußballspieler; in Oberhausen aufgewachsen
- Fasia Jansen Liedermacherin, Aktivistin für Frieden, Arbeiterinnenrechte und Anti-Rassismus, (1929–1997); lebte in Oberhausen von 1956 bis 1997[3]
- Claus Theo Gärtner (* 1943), Schauspieler und Darsteller der Figur Josef Matula in der ZDF-Krimiserie Ein Fall für zwei; in Oberhausen aufgewachsen
- Wim Wenders (* 1945), Regisseur und Fotograf; in Oberhausen aufgewachsen
- Marcel Witeczek (* 1968), Fußballspieler; in Oberhausen aufgewachsen
- Tim Reichert (* 1979), Fußballspieler; in Oberhausen aufgewachsen
- Benjamin Reichert (* 1983), Fußballspieler; in Oberhausen aufgewachsen

## Fiktive Personen
- Hermann Josef Matula (* 18. März 1949), Hauptcharakter in der ZDF-Krimiserie Ein Fall für zwei [4]